# Jorge el curioso (película)
Jorge el curioso (también conocida como Jorge el curioso: la película) es una película animada del 2006 basada en la serie de libros infantiles del mismo nombre de H.A. y Margret Rey. Will Ferrell realiza la voz de Ted, el hombre del sombrero amarillo. La película fue dirigida por Matthew O'Callaghan (después de sustituir a Jun Falkenstein). Este proyecto estuvo en desarrollo en Imagine Entertainment durante mucho tiempo, por lo menos desde 1992.
El guion fue escrito por Ken Kaufman. Aunque es una película de animación tradicional, cerca del 20% se realizó en entornos 3D generados por computadora. Es la primera película animada estrenada en cines de Universal Pictures desde Balto en 1995, la primera película animada teatral de Universal Animation Studios y la primera película animada de Imagine Entertainment.

## Argumento
Un pequeño mono torpe, juguetón, travieso y curioso, y aparentemente huérfano (Frank Welker) vive en las selvas de África. Su comportamiento divierte a los otros animales jóvenes de la selva, pero irrita a los padres de éstos, por lo que el monito se queda triste y solo.
Mientras tanto, en el Museo Bloomsberry, Ted (Will Ferrell), un empleado del museo, enseña a los escolares sobre historia natural, sin darse cuenta de que sus conferencias los aburren. Él tiene una charla con Maggie (Drew Barrymore), una maestra de escuela, quien lo admira y se siente atraída por él. Más tarde, el Sr. Bloomsberry (Dick Van Dyke), el dueño del museo, le dice a Ted que su hijo, Bloomsberry Junior (David Cross), lo presiona constantemente para que derribe el museo, ya que desea construir un estacionamiento en su lugar, una vez el museo caiga en bancarrota. Esto molesta a Ted, quien sugiere, que para reavivar la popularidad del museo, pueden intentar ir a África a obtener una gigantesca estatua conocida como el Santuario Perdido de Zagawa. El Sr. Bloomsberry piensa ir él mismo, pero él es demasiado viejo. Sin pensarlo, Ted rápidamente se ofrece de voluntario para hacer la expedición. El Sr. Bloomsberry acepta la idea y Ted se prepara para salir hacia África. Junior, frustrado, modifica el mapa de su padre de África para evitar que Ted encuentre el Santuario, y así construir su estacionamiento a como dé lugar.
Ted es engañado en la compra de un traje de safari totalmente amarillo con un sombrero también amarillo. Luego parte hacia África, aunque avergonzado de su uniforme. Ted llega a África, y lidera un grupo en una caminata de cuatro días hasta el Santuario Perdido de Zagawa. En un momento en el viaje, el mono del principio, desde un árbol, ve el sombrero amarillo y, confundiéndolo con una banana gigante, va tras el. El equipo se sienta a la hora del almuerzo, Ted se prepara un bocadillo para comer, con lo cual el monito de repente le quita el sombrero y los intentos de comer. Pronto llegan a ser amigos. El mono devuelve el sombrero y Ted le da su sándwich. Al seguir la caminata, Ted deja tirado el sombrero amarillo, por lo que el mono intenta regresárselo, en vano. Cuando Ted llega al final del mapa saboteado por Junior, se encuentra un ídolo en miniatura, creyendo que se trata de la estatua real del Santuario Perdido de Zagawa, por lo que él se deprime. Ted recibe una llamada del Sr. Bloomsberry y envía una fotografía de la estatua. Sin embargo, el ángulo de la imagen hace que el Sr. Bloomsberry crea que el ídolo es mucho más grande. Ted vuelve a los muelles decepcionado, mientras que el mono lo sigue rápidamente con el sombrero amarillo. El monito se cuela en el barco y viaja a la ciudad sin el conocimiento de Ted.
A su llegada, Ted toma un taxi a su casa. El mono sigue a Ted todo el camino a su apartamento. Durante el trayecto, Ted se da cuenta de que hay carteles anunciando el Santuario Perdido de Zagawa por todos lados. Cuando Ted encuentra al mono en su apartamento queda asombrado al ver que lo siguió hasta allí. Iván, el portero del edificio de apartamentos, sigue el aroma del mono, con la intención de hacer cumplir la regla de la gerencia de los apartamentos en contra de los animales domésticos, buscando en todo el edificio. Ted al ver que el mono se ha ido al departamento del último piso, perteneciente a una cantante de ópera, la Sra. Plushbottom (Joan Plowright), sube hasta ahí por la escalera de incendios fuera del edificio. Ted encuentra que el mono ha estado pintando imágenes y animales de colores en las paredes (en referencia a uno de los libros, llamado Jorge el curioso toma un trabajo). Ted se horroriza al ver que el mono lleno de pintura la bañera de la Sra. Plushbuttom, y sabiendo que se va a meter en problemas, intenta desesperadamente llamar la atención del mono para poder escapar. La Sra. Plushbottom despierta, y se da cuenta de que esta cubierta de pintura, y enfurecida, llama a Iván, que después de mucho revuelo, desaloja a Ted y al mono, dejándolos en la calle.
Ted se pregunta qué va a hacer con el mono. Juntos, van a pie hasta el Museo Bloomsberry, donde una multitud de personas esperan para ver al ídolo. Ted va a su oficina, donde intenta ordenar sus pensamientos. Mientras tanto, Junior está totalmente enojado al saber que Ted supuestamente logró encontrar el ídolo, frustrando sus planes. En ese momento, Junior se da cuenta de que Ted está de vuelta. Él decide espiarlo, y descubre la verdad sobre el tamaño del ídolo. Clovis, un inventor, golpea en la puerta de Ted, y le da un proyecto para la exhibición del ídolo del Santuario Perdido de Zagawa. Ted le dice al Sr. Bloomsberry la verdad y revela que el ídolo mide 3 pulgadas (7,62 cm) de altura. Entonces Junior trae a la gran multitud de personas para ver al ídolo diminuto, y de esta forma, humillar a Ted, mientras las personas empiezan a hacer preguntas, lo que hace que Ted se ponga nervioso. De repente, ve al monito subir una exposición de un esqueleto de dinosaurio, que empieza a caerse. Él corre para salvarlo cuando el esqueleto de dinosaurio se desmorona.  Luego de que Junior corre a ambos del museo, Ted va a una cabina telefónica y llama al Control de Animales para librarse del mono y los problemas que le esta causando.
Esa noche, sin un lugar donde dormir, Ted sigue al mono a un parque, donde se acuesta en un banco. El mono hace una pila de hojas bajo un gran árbol, donde Ted se une a él y queda fascinado por la visión de un cielo estrellado. Ahí mismo, ven las luciérnagas, y el mono queda fascinado con ellas, y hace que Ted acabe metiéndolas en su boca. A la mañana siguiente, Ted despierta en el parque y descubre que el mono se ha ido. Escucha una conmoción, que proviene de un zoológico, donde se encuentra con el mono, Maggie y su clase. El mono se lleva tan bien con los niños, que estos le insisten a Ted para que le de un nombre, y luego de muchas sugerencias, Ted decide llamarlo Jorge. Ted intenta cortejar a Maggie, pero es alertado de que Jorge está flotando sosteniéndose de un manojo de globos, y Ted va a rescatarlo, tomando un montón de globos y una cometa para ir tras el. Ambos flotan alrededor de la ciudad, pero los globos de Jorge explotan y este cae, pero Ted lo atrapa justo a tiempo. Juntos, vuelan alrededor de la ciudad, sostenidos por los globos de Ted y el uso de una cometa para controlar su dirección. Al flotar sobre el museo Bloomsberry, Ted sostiene el ídolo y desea que éste sea grande. Esto le da una idea, por lo que vuelven a tierra y Ted va a visitar el lugar de trabajo de Clovis.
En la tienda de Clovis, Jorge descubre una máquina que puede crear un holograma de 40 pies (12,192 m) de altura de cualquier objeto, por lo que Ted decide usarlo para aparentar que el ídolo es mucho más grande. Mientras llevan la máquina al museo, Jorge la activa, creando un holograma gigante de sí mismo, aterrorizando a todos en la ciudad y provocando un atasco en la carretera- Ted llega al museo con la máquina. Allí, Ted muestra la máquina al Sr. Bloomsberry. Aunque Junior intenta convencer a su padre que el uso del proyector no es honesto, el Sr. Bloomsberry lo ve como la única manera de salvar el museo de la quiebra. La gota que derrama el vaso es cuando el Sr. Blomsberry llama a Ted como "El hijo que nunca pudo tener". Esto enfurece a Junior. Totalmente desesperado por construir su estacionamiento, Junior, en un último intento de humillar a Ted y hacer que el museo quiebre, derrama su café en el proyector, deja un poco en la taza y se la da a Jorge a fin de aparentar que fue el quien derramo el café y así, hacer que el mono cargue con la culpa. Con la máquina totalmente inutilizable, Ted se ve obligado a admitir la verdad a los miles de personas esperando afuera, incluyendo a Maggie, enseñando que el ídolo es diminuto, dejando a las personas decepcionadas.
Enojado con él, Ted intenta hacer que Jorge se aleje de él. En ese momento, el Control de Animales aparece y capturan a Jorge. Ted, viendo que finalmente se librara de él, permite que Jorge sea llevado por los oficiales del Control de Animales y sea enviado de vuelta a África en un barco. Sin embargo, la conciencia de Ted le convence de que ha cometido un error perjudicado a su pequeño amigo, como él le confiesa a Maggie. De esta forma, Ted se propone ir a salvar a Jorge.
Ted intenta saltar con el auto de Clovis sobre el buque que lleva a Jorge, pero aterriza en la piscina de un crucero cercano. Ted salta en la cadena del ancla del barco de carga, de manera similar a como hizo Jorge al inicio. Ted rompe un ojo de buey para entrar en el barco y logra liberar a Jorge. Mientras él trata de explicarle a Jorge que su amistad es más importante que cualquier ídolo, un haz de luz del sol pasa a través de la pequeña estatua, que está en sus manos, y crea un pictograma que muestra la ubicación del verdadero ídolo gigante que desea el Sr. Bloomsberry. Ted se da cuenta del verdadero significado de un escrito antiguo que vio en África. Por lo tanto Jorge y Ted se quedan en el barco y viajan a África en el compartimiento de carga del buque, para reunirse con Edu, el guía de Ted, y consiguen encontrar el verdadero ídolo.
Al volver de la exposición del Santuario gigante en el museo, Ted lo rediseña por completo para ser más interactivo, y así encender el interés de los niños en la historia. Jorge pinta sobre el traje de Iván, quien encariñándose con Jorge, deja que Ted y Jorge vuelvan al edificio. Por su parte, Junior consigue un trabajo como ayudante de cámara en el museo. Ted y Maggie están a punto de formalizarse como una pareja cuando Jorge nuevamente los interrumpe por el secuestro de una nave espacial cercana. Ted y Jorge orbitan la Tierra en este artefacto, (esta referencia a otro libro de la serie). La película concluye cuando hacen sus segunda y tercera órbitas a una velocidad cómicamente exageradas.

## Reparto
- Will Ferrell como Ted Shackelford (El hombre del sombrero amarillo), amigo de Jorge El Curioso. Él es enviado para encontrar el Santuario Perdido de Zagawa. Encuentra a Jorge y, finalmente, forjan una gran amistad. Ted es un poco torpe, pero muy fuerte y compasivo. En una escena eliminada, se determina su apellido como Shackleford.
- Frank Welker como Jorge el Curioso, un mono que vive en África con sus amigos, hasta que persigue a Ted hasta lo que aparentemente es la ciudad de Nueva York. Jorge es compasivo y tiene una curiosidad constante, bastante inocente de las consecuencias de sus investigaciones. Él es muy inteligente y tiene una habilidad impresionante en el arte visual, así como un fuerte sentido de la belleza natural.
- Drew Barrymore como Maggie Dunlop, una maestra que lleva a sus alumnos al museo Bloomsberry todos los martes, en parte por obligación y en parte por su admiración romántica hacia el dedicado y apuesto Ted. Maggie es honesta con Ted y con sus alumnos, que no muestran ninguna reacción visible a su noviazgo con él. Ella es la novia de Ted.
- Dick Van Dyke como el Sr. Bloomsberry, el amable anciano dueño del museo. El Sr. Bloomsberry se mete en problemas cuando los ingresos se reducen y su hijo quiere convertir el museo en un estacionamiento. Él envía a Ted a África para encontrar el Santuario Perdido de Zagawa, con la esperanza de atraer clientes al museo.
- David Cross como Junior, el único hijo del dueño del museo, y el principal antagonista de la película. Él cree que el museo sería más útil como un estacionamiento. Se parece poco a su padre, y al parecer está celoso de Ted, quien es uno de los favoritos del anciano Bloomsberry. Últimamente, Junior se convierte en empleado de su padre y para así ganar la tan codiciada confianza del anciano.
- Eugene Levy como Clovis, un empleado del museo que es un inventor excéntrico. Él construye animales robóticos que lo ayudan con su trabajo.
- Joan Plowright como la Sra. Plushbottom, una vecina de Ted en su departamento, la Sra. Plushbottom es una cantante de ópera que está a punto de pintar su habitación. George la sobresalta al pintar murales en su habitación. Ella toma largos baños mientras usa rodajas de pepino en los párpados y reacciona ruidosamente cuando la gente la sorprende. Ella es propietaria de un estacionamiento cerca del museo, que atrae a una gran cantidad de ingresos. Esta noticia es algo que molesta a Junior.
- Ed O'Ross como Iván, el portero de edificio de apartamentos de Ted, y posiblemente, su propietario. Cuando Jorge encuentra su camino hasta el apartamento de Ted, Iván los expulsa a ambos. Al final de la película, se hace amigo de Jorge, que había pintado un retrato de Iván en la parte posterior de su modelo y le devuelve el departamento a Ted. Iván es un hombre grande que habla con algo parecido a un acento ruso y tiene un agudo sentido del olfato. A menudo puede ser beligerante y aterrador, a pesar de que es de buen corazón cuando Jorge se muestra simpatía por él. Él comienza como el menor antagonista de la película. Al final, se convierte en protagonista
- Michael Chinyamurindi como Edu, el guía africano de Ted en las dos expediciones realizadas para encontrar el Santuario Perdido de Zagawa. Él es paciente con la torpeza de Ted y habla poco con él, sonriendo con indulgencia.

## Doblaje

### México (Latinoamérica)
- Frank Welker: Jorge
- Gerardo García: Ted
- Erica Edwards: Maggie Dunlop
- Gonzalo Curiel: Sr. Bloomsberry
- Ernesto Lezama: Junior
- Alejandro Mayén: Clovis
- Gerardo Vásquez: Iván
- Teresa Ibarrola: Sra. Plushbottom

Estudio de doblaje: Candiani Dubbing Studios

### España
- Frank Welker: Jorge
- Guillermo Romero: Ted
- Mar Bordallo: Maggie Dunlop
- Juan Amador Pulido: Junior
- Juan Rueda: Clovis
- Raquel Cubillo: Sra. Plushbottom
- Claudio Rodríguez : Sr. Bloomsberry
- Rafael Azcárraga: Edu
- Héctor Cantolla: Iván

Estudio de doblaje: Tecnison S.A. (Madrid)

## Diferencias de la película y los libros
En los libros, el hombre del sombrero amarillo no tiene un interés amoroso, ni tampoco se reveló nunca su nombre de pila. Los libros originales se centran exclusivamente en las desventuras de Jorge, y cuando el hombre el sombrero amarillo lo saca del apuro. Aquí, Jorge es más que un catalizador de las aventuras de su amigo.
Jorge, en el libro, fue capturado en una bolsa. En la película, Jorge sigue al Hombre del Sombrero Amarillo.
En la película, cuando Jorge sube por los huesos del esqueleto de dinosaurio se rompe, mientras que en los libros Jorge simplemente desciende.
Numerosos cambios se hicieron a la aparición de Jorge El Curioso, como los ojos grandes con los alumnos que reemplazar los puntos negros pequeños del libro.